# Hrvatski predsjednički izbori 2019.
Izbori za predsjednika Republike Hrvatske 2019./2020. godine bili su sedmi po redu predsjednički izbori u Republici Hrvatskoj. Odlukom Vlade RH od 14. studenoga 2019. godine, koja je stupila na snagu 21. studenoga raspisani su izbori za 22. prosinca 2019. godine. U prvom krugu nijedan kandidat nije osvojio apsolutnu većinu, najviše glasova bili su dobili Zoran Milanović i Kolinda Grabar-Kitarović. U drugom krugu održanom 5. siječnja 2020. pobijedio je Zoran Milanović, te je time postao peti hrvatski predsjednik. Mandat novoga predsjednika počeo je 19. veljače 2020. godine, dok se je polaganje prisege održalo dan ranije.

## Zakonodavni okvir
Izbore je raspisala Vlada Republike Hrvatske u roku koji omogućava da se oni obave najmanje 30 dana, a najviše 60 dana prije isteka mandata trenutnom predsjedniku Republike. Sedmi predsjednički izbori morali su se održati između 19. prosinca 2019. i 19. siječnja 2020. godine. Između ova dva nadnevka nedjelja pada 5 puta, kad se redovno održavaju izbori, te je uobičajeno održavanje izbora bilo moguće na dane 22. i 29. prosinca, te 5., 12. i 19. siječnja.
Dalja procedura bila je 12 dana prikupljanja potpisa za kandidaturu, DIP je imao 48 sati za ustanovljavanje valjanosti potpisa, te nakon toga do izbora slijedila je kampanja i jedan dan predizborne šutnje.

## Pretkampanja
U medijima se spominjalo skoro 20-ak kandidata, prije stvarnih izbora izdvajili smo kandidate koji su po većini anketa prelazili prag od 5 %:
- Kolinda Grabar-Kitarović, bila je trenutačna predsjednica koja je tražila drugi mandat, te je osvajala 34,5 % glasova po anketi od 23. listopada 2019.[7]
- Zoran Milanović - 24,9 % glasova po anketi od 23. listopada 2019.[7]
- Miroslav Škoro - 18,3 % glasova po anketi od 23. listopada 2019.[7]
- Mislav Kolakušić - 5,1 % glasova po anketi od 23. listopada 2019.[7]

Ankete u Hrvatskoj su se, unatoč deklariranim pogreškama od 1 – 3 %, ponekad razlikovale od konačnih izbornih rezultata i dvoznamenkasti broj postotaka, pa iako se među gornja četiri imena najvjerojatnije može pronaći budući hrvatski predsjednik, pojava raznih anomalija, poput tzv. crnoga labuda u izbornim rezultatima nije isključena.

## Kandidati
|                                      | Nedjeljko Babić          | HSSČKŠ                                                                                           | 30. studenoga 2019. | 14 000  |
|                                      | Anto Đapić               | DESNO                                                                                            | 2. prosinca 2019.   | 13 000  |
|                                      | Kolinda Grabar-Kitarović | Neovisna kandidatkinja (podrška: HDZ, HSP AS, BM 365, HDS)                                       | 3. prosinca 2019.   | 230 000 |
|                                      | Dario Juričan            | Neovisni kandidat                                                                                | 3. prosinca 2019.   | 13 000  |
|                                      | Mislav Kolakušić         | Neovisni kandidat (podrška: Akcija mladih, Promijenimo Hrvatsku, Živi zid)                       | 29. studenoga 2019. | 15 000  |
|                                      | Dejan Kovač              | HSLS                                                                                             | 1. prosinca 2019.   | 16 000  |
|                                      | Zoran Milanović          | SDP, HSS, IDS, HSU, NS-R, GLAS, PGS, SNAGA, Laburisti, SU, MDS, Zeleni                           | 26. studenoga 2019. | 78 000  |
|                                      | Dalija Orešković         | Neovisna kandidatkinja                                                                           | 3. prosinca 2019.   | 11 000  |
|                                      | Katarina Peović          | RF, SRP                                                                                          | 3. prosinca 2019.   | 14 000  |
|                                      | Ivan Pernar              | SIP                                                                                              | 3. prosinca 2019.   | 15 000  |
|                                      | Miroslav Škoro           | Neovisni kandidat (podrška: Hrvatski suverenisti, MOST, Zelena lista, Blok za Hrvatsku, NL Bura) | 3. prosinca 2019.   | 80 000  |
| Izvor za datum zaprimanja: Izbori.hr |                          |                                                                                                  |                     |         |

## Službena izborna promidžba i rezultati anketa
- 9. prosinca 2019. počela su predstavljanja kandidata na javnoj televiziji, programu HRT4, prva dva bila su Dalije Orešković[19] i Miroslava Škore.[20]
- 10. prosinca svoj program je na HRT-u izložila Katarina Peović.[21]
- 11. prosinca na redu je bio Anto Đapić.[22]
- 11. prosinca objavljena je vijest da je kandidatkinja Kolinda Grabar-Kitarović odbila predizborno sučeljavanje svih kandidata, koje je trebalo biti na NovojTV 19. prosinca 2019., 3 dana do izbora, sa službenim objašnjenjem vremenske kolizije - "jer istog dana ima završni predizborni skup."[23]
- 12. prosinca 2019. na redu za predstavljanje na HRT-u bio je Zoran Milanović, koji je odlučio ne iskoristiti svoje pravo.[24]
- 13. prosinca svoje je program na HRT-u predstavila Kolinda Grabar-Kitarović.[25]

Bilu su najavljeni još i ovi kandidati:
- 16. prosinca 2019. (8:15 – 8:45):
  - Dario Juričan
- 17. prosinca 2019. (8:15 – 8:45):
  - Ivan Pernar
- 18. prosinca 2019. (8:15 – 8:45):
  - Dejan Kovač
- 19. prosinca 2019. (8:15 – 8:45):
  - Mislav Kolakušić
- 20. prosinca 2019. (8:15 – 8:45):
  - Nedjeljko Babić

### Rezultati anketa i komentari analitičara
U 10-ak dana od objave službenih kandidatura u medijima su se pojavili rezultati nekoliko anketa, koje sve iskazivale jednu zajedničku karakteristiku, bila su tri kandidata koja prelaze prag od 20 %. Po CroElecto anketi objavljenoj 11. prosinca stanje je bilo: Kolinda Grabar-Kitarović 24,1 %, Zoran Milanović 25,2 % i Miroslav Škoro 22,5 %.
Nekoliko dana ranije, 6. prosinca rezultati su po anketi Ipsosa bili: Kolinda Grabar-Kitarović 27,4 %, Zoran Milanović 24,0 % i Miroslav Škoro 23,0 %.
Moguće najdetaljniju i najkonkretniju analizu anketa dao je analitičar Ivica Relković, koju se može sažeti u procjenu:
- Zoran Milanović, uđe li u drugi krug, za pobjedu treba apstinenciju velikog dijela desnice, odnosno, ako Zoran Milanović uđe u drugi krug, gubi i od Kolinde Grabar-Kitarović i Miroslava Škore, ako se ne dogodi veliki neizlazak birača suverenističkog spektra na izbore.[29] Ankete objavljene od 6. do 12. prosinca ukazuju da predsjednika u sljedećih 5 godina treba tražiti između Kolinde Grabar-Kitarović i Miroslava Škore. Jer ili će ući u drugi krug zajedno, ili će jedan od njih ući s Milanovićem te dobiti više glasova od njega, ponovimo, ako se ne dogodi veliki neizlazak birača suverenističkog spektra na izbore.

## Izbori
| Kandidat                                                     | Kandidat                       | Stranka                              | Prvi krug | Prvi krug | Drugi krug | Drugi krug |
| Kandidat                                                     | Kandidat                       | Stranka                              | Glasova   | %         | Glasova    | %          |
| ------------------------------------------------------------ | ------------------------------ | ------------------------------------ | --------- | --------- | ---------- | ---------- |
|                                                              | Zoran Milanović                | Socijaldemokratska partija           | 562.783   | 29,55     | 1.034.389  | 52,67      |
|                                                              | Kolinda Grabar-Kitarović       | Nezavisna                            | 507.628   | 26,65     | 929.488    | 47,33      |
|                                                              | Miroslav Škoro                 | Nezavisni                            | 465.704   | 24,45     |            |            |
|                                                              | Mislav Kolakušić               | Nezavisni                            | 111.916   | 5,88      |            |            |
|                                                              | Dario Juričan                  | Nezavisni                            | 87.883    | 4,61      |            |            |
|                                                              | Dalija Orešković               | Nezavisni                            | 55.163    | 2,90      |            |            |
|                                                              | Ivan Pernar                    | Stranka Ivana Pernara                | 44.057    | 2,31      |            |            |
|                                                              | Katarina Peović                | Radnička fronta                      | 21.387    | 1,12      |            |            |
|                                                              | Dejan Kovač                    | Hrvatska socijalno-liberalna stranka | 18.107    | 0,95      |            |            |
|                                                              | Anto Đapić                     | DESNO                                | 4.001     | 0,21      |            |            |
|                                                              | Nedjeljko Babić                | HSSČKŠ                               | 3.014     | 0,16      |            |            |
| Nevažećih listića                                            | Nevažećih listića              | Nevažećih listića                    | 22.218    | 1,17      | 89.415     | 4,35       |
| Ukupno                                                       | Ukupno                         | Ukupno                               | 1.903.861‬ | 100       | 2.053.292  | 100        |
| Registriranih birača/izlaznost                               | Registriranih birača/izlaznost | Registriranih birača/izlaznost       | 3.719.532 | 51,19     | 3.734.115  | 55,00      |
| Izvor za prvi krug: Izbori.hr Izvor za drugi krug: Izbori.hr |                                |                                      |           |           |            |            |

### Izborne karte

#### Prvi krug
- Kandidat s najviše glasova u prvom krugu, po općinama i gradovima.
- Rezultati prvog kruga po općinama i gradovima, osjenčano prema osvojenim postocima glasova.
- Rezultati prvog kruga po naseljima, osjenčano prema osvojenim postocima glasova.

#### Drugi krug
- Kandidat s najviše glasova u drugom krugu, po općinama i gradovima.
- Rezultati drugog kruga po općinama i gradovima, osjenčano prema osvojenim postocima glasova.